# مارینا راتنر
مارینا راتنر (روسی: Мари́на Евсе́евна Ра́тнер؛ ۳۰ اکتبر ۱۹۳۸ – ۷ ژوئیهٔ ۲۰۱۷) دانشمند در زمینه ریاضیات اهل ایالات متحده آمریکا بود.
وی همچنین برندهٔ جوایزی همچون کمک‌هزینه گوگنهایم شده‌است.